# بحر الأوهام (فلم)
بحر الأوهام، فيلم من إنتاج 1984م. إخراج: نادية حمزة (مخرج)، منى الصاوى (مخرج)، تأليف: نادية حمزة (سيناريو وحوار).
تقع «سامية» في يد «نواعم» التي تدير منزل للدعارة وتجارة المخدرات، ينمو الحب بينها وبين القواد «ماهر» ويقرران الهرب، ولكن تحول ظروف دون تمكن ماهر من اللحاق بها.

## طاقم العمل
- بوسي (ساميه - لوله)
- حسين فهمي (القواد ماهر)
- شويكار (نواعم)
- سوسن بدر (عبله الصحفيه)
- جميل راتب (سعيد رئيس تحرير بالم...)
- نجاح الموجي (الود حيله الخكري)
- مريم فخر الدين (ليلى هانم)
- أحمد خميس (مدير المجلة)

## وصلات خارجية
- مقالات تستعمل روابط فنية بلا صلة مع ويكي بيانات

1. ↑  بحر الأوهام (فلم) في قاعدة بيانات الأفلام العربية